# روبرتو والاس
روبرتو والاس (بالإنجليزية: Roberto Wallace)‏ هو لاعب كرة قدم أمريكية أمريكي، ولد في 10 مايو 1986 في بنما في بنما.

## وصلات خارجية
- روبرتو والاس على موقع مرجع كرة القدم المحترفة.كوم (الإنجليزية)